# Rock the Nation

Logo von Rock the Nation

Rock the Nation (abgekürzt RTN) ist eine auf Metal und Hard Rock spezialisierte Konzert- und Künstleragentur mit Sitz in Salzburg, Österreich. Seit 1989, als Firmengründer Stefan Hattinger Metal-Shows nach Österreich brachte, hat Rock the Nation mit Größen wie Rammstein, Kiss, Faith No More, Motörhead, Nightwish, Slayer und vielen anderen gearbeitet.

## Geschichte
Die Firma geht auf eine spontane Idee von Hattingers damaliger Band und dem Jugendzentrum und Veranstaltungsort Alter Schlachthof in Wels zurück. Hattinger wurde damals gefragt, ob seine Band nicht Metal-Konzerte dort veranstalten wollte. So kam es dann zum ersten selbstorganisiertem Konzert zusammen mit Obituary, Morgoth und Demolition Hammer. Bis 1993 wurden so im Rahmen des Kulturvereins Alter Schlachthof zahlreiche Konzerte durch Hattinger und seine Band veranstaltet, bis man 1994 einen eigenen Verein namens The Ape Limited gründete. In den folgenden zwei Jahren wurden daher auch zunehmend größere Bands, darunter Slayer und Machine Head gebucht, und 1996 ein erstes Festival veranstaltet zu dem rund 8000 zahlende Besucher kamen. In etwa zu dieser Zeit entschied man sich für den Namen Rock the Nation und es bestand eine Kooperation mit Thomas Zsifkovits (heute bei Nova Music) um in ganz Österreich flächendeckend Konzerte anbieten zu können. Wenig später wurde die Zusammenarbeit aber wieder beendet.

## Dienstleistungsbereich
Rock the Nation ist unter dem Namen rtn-touring als internationale Konzert- und Künstleragentur tätig. Europaweit agiert das Unternehmen auch als Festivaltour-Organisator und kümmert sich in Österreich und Slowenien zudem um die Promotion von Bands. Zum Unternehmen gehört auch das für die Szene bedeutende Label NoiseArt Records.
Darüber hinaus veröffentlicht RTN bis heute das Anfang der 90er erste deutschsprachige Gratis-Metal-Magazin Noizeletter und vergibt seit 2009 den Rock The Nation Award, bei dem sich Bands jeglicher Metal-Stilrichtungen aus aller Welt um einen Label- und Booking-Vertrag bewerben können.

### Regelmäßige Veranstaltungen
Die Booking-Agentur rtn-touring legt bei der Auswahl der Bands für die Festivaltouren stets Wert darauf, Szenegrößen zu verpflichten. So wurden teilweise schon häufiger Bands wie Kreator, Behemoth, Finntroll, Eluveitie, Exodus etc. gebucht. Zu den regelmäßig stattfindenden Veranstaltungen gehören folgende Events:

#### Indoor-Festival-Tourneen
| Name                   | Genres                                 | Länder | Veranstaltungszeitraum |
| ---------------------- | -------------------------------------- | --- | ---------------------- |
| Full of Hate           | Death/Thrash Metal                     | Belgien, Dänemark, Deutschland, Frankreich, Italien, Niederlande, Österreich, Schweden, Schweiz, Slowakei, Tschechien                                    | 2009–2012              |
| Hatefest               | Death/Black Metal                      | Belgien, Deutschland, Frankreich, Niederlande, Österreich, Schweiz, Tschechien                                                                           | 2011                   |
| Rock Revelations Tour  | Retro Rock                             | Deutschland, Österreich, Schweiz | 2014–2015              |
| Into Darkness Festival | Synth Rock, Metal, Dark Wave           | Belgien, Deutschland, Frankreich, Niederlande, Österreich, Schweiz, Tschechien, Ungarn                                                                   | 2009                   |
| Power of Metal         | Heavy/Power Metal                      | Deutschland, Niederlande, Österreich, Schweiz | 2011                   |
| Thrashfest             | Thrash Metal                           | Belgien, Dänemark, Deutschland, Frankreich, Italien, Niederlande, Österreich, Polen, Schweden, Schweiz, Slowakei, Slowenien, Tschechien, Ungarn, England | 2010                   |
| Neckbreaker’s Ball     | Pagan/Thrash/Death/Melodic Death Metal | Belgien, Dänemark, Deutschland, Frankreich, Italien, Niederlande, Österreich, Polen, Schweden, Schweiz, Slowakei, Slowenien, Ungarn, England             | 2008–2011              |
| Paganfest              | Pagan/Folk/Viking Metal                | Belgien, Dänemark, Deutschland, Frankreich, Italien, Niederlande, Österreich, Polen, Schweden, Schweiz, Slowakei, Slowenien, Tschechien, Ungarn, England | 2007–2015              |
| Heidenfest             | Pagan/Folk/Viking Metal                | Belgien, Deutschland, Frankreich, Italien, Niederlande, Österreich, Polen, Schweiz, Slowenien, Ungarn, England                                           | 2008–2015              |

#### Open-Air-Festivals
| Name         | Genres                             | Länder                                           | Veranstaltungszeitraum                                               | Anmerkungen |
| ------------ | ---------------------------------- | ------------------------------------------------ | -------------------------------------------------------------------- | --- |
| Extremefest  | Extreme Metal und verwandte Genres | Deutschland, Österreich, Schweiz                 | 2012                                                                 | jeweils drei für sich eigenständige zeitgleich stattfindende Festivals mit gleicher Besetzung, wobei die Bands an unterschiedlichen Tagen auftreten. Organisatorisch Vergleichbar mit Rock im Park und Rock am Ring |
| Metalcamp    | Alle Metal-Genres                  | Slowenien (ursprünglich Österreich)              | 2002–2012                                                            | |
| Metalfest    | Alle Metal-Genres                  | Deutschland (bis 2011 auch Österreich & Schweiz) | 2009–2014                                                            | jeweils drei für sich eigenständige zeitgleich stattfindende Festivals mit gleicher Besetzung, wobei die Bands an unterschiedlichen Tagen auftreten. Organisatorisch Vergleichbar mit Rock im Park und Rock am Ring |
| Out and Loud | Alle Metal-Genres                  | Deutschland                                      | seit 2013 (zuerst als Beastival – seit 2014 als Out And Loud) — 2016 | |